# Морил (Небраска)
Морил (енгл. Morrill) град је у америчкој савезној држави Небраска.

## Демографија
По попису из 2010. године број становника је 921, што је 36 (-3,8%) становника мање него 2000. године.
| Група             | 2000.       | 2010.       |
| Белци             | 803 (83,9%) | 812 (88,2%) |
| Афроамериканци    | 1 (0,1%)    | 0 (0,0%)    |
| Азијати           | 5 (0,5%)    | 5 (0,5%)    |
| Хиспаноамериканци | 131 (13,7%) | 93 (10,1%)  |
| Укупно            | 957         | 921         |